# Гана (болест)
 Тази статия е за болестта Гана.  За държавата в Африка вижте Гана.  
Вижте пояснителната страница за други значения на Чума.
Гана (на латински: Febris catarrhalis infectiosa canum; на английски: canine distemper) е остра заразна болест при всички видове животни от семейство кучета и по-рядко от семействата енотови, скунксове, виверови, малка панда и котки.
Заболяването се причинява от РНК вирус от семейство Paramyxoviridae. Основен източник на инфекцията са болните животни, които отделят вируса чрез всички секрети и екскрети. Заразяването става по хранителен и въздушен път. Инкубационният период е между 3 и 10 дена.

## Симптоми
Заболяването се характеризира с треска, катарално възпаление на лигавиците, както и нервни разстройства. Телесната температура може да се повиши до 40 – 41 °C. Заболяването се проявява в три форми: чревна, пневмонична, енцефалитна.

## Лечение
Лечението е трудно и продължително.

## Профилактика
Профилактика се извършва посредством поливалентна ваксина.